# Solanum viride
Solanum viride G.Forst. ex Biehler, 1807 è una pianta della famiglia delle Solanacee, diffusa nelle isole del Pacifico meridionale.
È chiamata volgarmente pomodoro cannibale, poro-poro (Tahiti) o boro-dina (Figi). Il nome insolito pare sia dovuto al fatto che i suoi frutti fossero utilizzati dagli antropofagi delle isole Figi per condire la carne umana.

## Distribuzione e habitat
Questa specie è segnalata nelle seguenti isole del Pacifico meridionale: isole Cook, isole Figi, isole Marchesi, Niue, Pitcairn, Samoa, Isole della Società, Tokelau, Manihiki, Tonga, Tuamotu, Tubuai.